# پائولو روسی
پائولو روسی (به ایتالیایی: Paolo Rossi) (زادهٔ ۲۳ سپتامبر ۱۹۵۶ – درگذشتهٔ ۹ دسامبر ۲۰۲۰)، بازیکن فوتبال ایتالیایی بود.

## زندگی حرفه‌ای
روسی در نوجوانی توسط باشگاه فوتبال یوونتوس کشف شد اما به اجبار تا سال ۱۹۷۵ در باشگاه فوتبال کومو در سری ب بازی کرد تا تجربه کافی به دست آورد.
در سال ۱۹۷۶ به تیم دسته دومی دیگری به نام باشگاه فوتبال ویچنزا ویرتوس منتقل شد. در آنجا بود که انزو بیرزوت، سرمربی تیم ملی فوتبال ایتالیا او را برای بازی در تیم ملی انتخاب کرد. او در آن فصل آقای گل لیگ دسته دوم شده و سهمی عمده در نخستین صعود ویچنزا به سری آ باشگاه‌های ایتالیا داشت.
ستاره اقبال روسی کوچک و ظریف اندام با گل‌های زیادی که در جام جهانی فوتبال ۱۹۷۸ در آرژانتین به ثمر رساند درخشید. بازیکن ۲۱ ساله آن زمان که پیراهن شماره ۲۱ تیم ملی را بر تن داشت در نخستین بازی مرحله گروهی این جام، در مقابل فرانسه گل تساوی تمیش را وارد دروازه تیم حریف کرد. ایتالیا در آن جام چهارم شد. در همان فصل، روسی با ویچنزا به نایب قهرمانی لیگ هم رسید و برای فصل تازه، راهی باشگاه فوتبال پروجا شد. اما این انتقال برای او خوش‌یمن نبود.

## اتهام تبانی
در سال ۱۹۷۹ وی متهم به دست داشتن در رسوایی تبانی برای تغییر نتیجه یکی از بازی‌های لیگ (پروجا، آوه‌لینو ۲: ۲، در ۳۰ دسامبر ۱۹۷۸) شده و از سوی فدراسیون فوتبال ایتالیا با سه سال محرومیت مواجه شد. البته خود وی همواره بر بی‌گناهی‌اش تأکید می‌کرد و دلیلش هم این بود که کل مبلغ رشوه (۴۰۰ مارک آلمان) برای بازیکنی مانند او مبلغ خنده‌داری است. به علاوه هر دو گل پروجا را هم، او به ثمر رسانده بود. مدتی بعد، محرومیت وی به دو سال کاهش پیدا کرد و از آوریل سال ۱۹۸۲ دوباره اجازه بازی پیدا کرد. پس از آن، با وجود بازی‌های کمی که انجام داده بود از سوی انزو بیرزوت، سرمربی آن زمان تیم ملی به این تیم فراخوانده شد. البته در سال‌های بعد مشخص شد که وی در این ماجرا بیگناه بوده‌است.

## جام جهانی ۱۹۸۲
در جام جهانی فوتبال ۱۹۸۲ اسپانیا، روسی تبدیل به اسطوره فوتبال ایتالیا شد. پس از بازی‌های ضعیف دور مقدماتی که در آن ایتالیا به سه تساوی رضایت داد روسی هم مورد انتقاد شدید محافل فوتبالی وقت ایتالیا قرار گرفت که چرا حتی یک گل هم نزده‌است. برخی از روزنامه‌های ایتالیا نیز رفتارهایی غیراخلاقی را به او و آنتونیو کابرینی، مدافع تیم نسبت می‌دادند که باعث تحریم مطبوعات از سوی تیم ملی شد. اما با نمایش درخشان وی در دیدار دوم مرحله دوم نهایی رقابت‌ها در مقابل برزیل، شانس بزرگ قهرمانی جام، آغاز شد. روسی هر سه گل تیمش را که منجر به پیروزی ۳ بر ۲ بر برزیل شد وارد دروازه این تیم کرد. سپس ایتالیا لهستان را هم در نیمه نهایی با دو گل روسی شکست داد. در دیدار تیم‌های ایتالیا و آلمان غربی در فینال این مسابقات ، روسی نخستین گل ایتالیا را زد. در پایان، ایتالیا با نتیجه ۳ بر ۱ پیروز شد و سومین قهرمانی جهان را به دست آورد و پائولو روسی هم با زدن ۶ گل، آقای گل جام و بهترین بازیکن جام جهانی اسپانیا لقب گرفت. به علاوه وی در همان سال، عنوان بهترین بازیکن فوتبال اروپا و جهان را هم از آن خودش کرد.

## ادامه فوتبال
روسی پس از محرومیتش، در سال ۱۹۸۲به تیم یوونتوس در تورین بازگشت و پس از قهرمانی جهان، بزرگ‌ترین قهرمانی خود در رده باشگاهی را هم جشن گرفت. او به همراه میشل پلاتینی و زبیگنیف بونیک، گلزن‌ترین خط حمله باشگاهی در لیگ ایتالیا را تشکیل دادند؛ و در سال ۱۹۸۳ قهرمانی جام حذفی ایتالیا، ۱۹۸۴ نخستین قهرمانی‌اش در لیگ، و نیز قهرمانی جام در جام اروپا را کسب کرد. روسی در سال ۱۹۸۵ به همراه یوونتوس به فینال جام قهرمانان باشگاه‌های اروپا رسید که با یکی از بزرگ‌ترین فجایع تاریخ فوتبال پایان یافت. در آن مسابقه، هواداران آشوبگر تیم حریف (باشگاه فوتبال لیورپول) موجب اغتشاش فراوان در ورزشگاه هیسل بروکسل، پایتخت بلژیک شده و باعث کشته شدن ده‌ها تن از تماشاگران این بازی شدند.
روسی در فصل پس از آن (۱۹۸۶/۱۹۸۵) به میلان پیوست. اما در آنجا نتوانست افتخاراتش به همراه یوونتوس را تکرار کند. با این وجود بازهم انزو بیرزوت او را به جام جهانی مکزیک برد. ولی در آن رقابت‌ها از او استفاده نکرد. دوران بازی او در میلان و فصل ۸۷/۱۹۸۶ در باشگاه هلاس ورونا تحت تأثیر مصدومیت‌های پیاپی قرار گرفت. وی پس از آن در سال ۱۹۸۷ به بازی در عرصه فوتبال پایان داد و همه وقت خود را صرف زندگی خصوصی‌اش کرد.
روسی در دوران فعالیتش به افتخارات زیادی دست یافت و تنها، جام یوفا و قهرمانی در جام ملت‌های اروپا را در کلکسیون افتخاراتش کم دارد. وی در ۴۸ بازی ملی برای ایتالیا ۲۰ گل، و در ۲۱۵ بازی در سری آ، ۸۲ گل به ثمر رساند.

## پس از فوتبال
رسی به همراه فرزندان و همسر معروفش فدریکا کاپلتی که نویسنده و روزنامه‌نگار است در بوچینه در مزرعه‌ای در جنوب فلورانس زندگی می‌کردند. او یک شرکت محصولات کشاورزی زیستی را اداره می‌کرد.

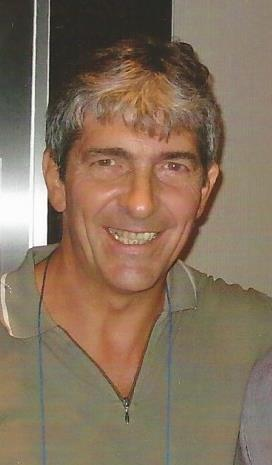
درسال ۲۰۰۷

## درگذشت
پائولو روسی در ۱۲ دسامبر ۲۰۲۰ بر اثر سرطان ریه درگذشت. هنگامیکه برگزاری مراسم خاکسپاری او در شهر ویچنزا در جریان بود خانه شخصی او مورد دزدی قرار گرفت. پول نقد و ساعت مچی او نیز جزء اموال دزدیده شده هستند.

## آمارهای بازیکن
| باشگاهی | باشگاهی    | باشگاهی | لیگ  | لیگ                                 | جام              | جام              | سایر جام‌ها | سایر جام‌ها | قاره  | قاره  | مجموع | مجموع |
| فصل     | باشگاه     | لیگ     | بازی | گل                                  | بازی             | گل               | بازی       | گل         | بازی  | گل‌    | بازی  | گل‌    |
| ایتالیا | ایتالیا    | ایتالیا | لیگ  | لیگ                                 | جام حذفی ایتالیا | جام حذفی ایتالیا | لیگ کاپ    | لیگ کاپ    | اروپا | اروپا | مجموع | مجموع |
| ------- | ---------- | ------- | ---- | ----------------------------------- | ---------------- | ---------------- | ---------- | ---------- | ----- | ----- | ----- | ----- |
| ۱۹۷۵–۷۶ | کومو       | سری آ   | ۶    | ۰                                   |                  |                  |            |            |       |       |       |       |
| ۱۹۷۶–۷۷ | ویچنزا     | سری ب   | ۳۶   | ۲۱                                  |                  |                  |            |            |       |       |       |       |
| ۱۹۷۷–۷۸ | ویچنزا     | سری آ   | ۳۰   | ۲۴                                  |                  |                  |            |            |       |       |       |       |
| ۱۹۷۸–۷۹ | ویچنزا     | سری آ   | ۲۸   | ۱۵                                  |                  |                  |            |            |       |       |       |       |
| ۱۹۷۹–۸۰ | پروجا      | سری آ   | ۲۸   | ۱۳                                  |                  |                  |            |            |       |       |       |       |
| ۱۹۸۰–۸۱ | پروجا      | سری آ   | ۰    | ۰                                   |                  |                  |            |            |       |       |       |       |
| ۱۹۸۱–۸۲ | یوونتوس    | سری آ   | ۳    | ۱                                   |                  |                  |            |            |       |       |       |       |
| ۱۹۸۲–۸۳ | یوونتوس    | سری آ   | ۲۳   | ۷                                   |                  |                  |            |            | ۹     | ۶     |       |       |
| ۱۹۸۳–۸۴ | یوونتوس    | سری آ   | ۳۰   | ۱۳                                  |                  |                  |            |            | ۹     | ۲     |       |       |
| ۱۹۸۴–۸۵ | یوونتوس    | سری آ   | ۲۷   | ۳                                   |                  |                  |            |            | ۱۰    | ۵     |       |       |
| ۱۹۸۵–۸۶ | میلان      | سری آ   | ۲۰   | ۲                                   |                  |                  |            |            |       |       |       |       |
| ۱۹۸۶–۸۷ | هلاس ورونا | سری آ   | ۲۰   | ۴                                   |                  |                  |            |            |       |       |       |       |
| مجموع   | ایتالیا    | ایتالیا | ۲۵۱  | ۱۰۳\|\|\|\|\|\|\|\|\|\|\|\|\|\|\|\| |                  |                  |            |            |       |       |       |       |
| کل دوره | کل دوره    | کل دوره | ۲۵۱  | ۱۰۳\|\|\|\|\|\|\|\|\|\|\|\|\|\|\|\| |                  |                  |            |            |       |       |       |       |

| تیم ملی ایتالیا | تیم ملی ایتالیا | تیم ملی ایتالیا |
| سال             | بازی            | گل              |
| --------------- | --------------- | --------------- |
| ۱۹۷۷            | ۱               | ۰               |
| ۱۹۷۸            | ۱۰              | ۴               |
| ۱۹۷۹            | ۵               | ۳               |
| ۱۹۸۰            | ۳               | ۰               |
| ۱۹۸۱            | ۰               | ۰               |
| ۱۹۸۲            | ۱۱              | ۶               |
| ۱۹۸۳            | ۷               | ۲               |
| ۱۹۸۴            | ۶               | ۳               |
| ۱۹۸۵            | ۳               | ۲               |
| ۱۹۸۶            | ۲               | ۰               |
| Total           | ۴۸              | ۲۰              |